# In2ition
In2ition je drugi studijski album hrvatskih violončelista, 2Cellos. Album je objavila diskografska kuća Sony Masterworks 9. studenog 2012. u Japanu,  22. prosinca 2012. u Hrvatskoj te 15. siječnja 2013. u ostatku svijeta. 
Album sadrži obrade poznatih pop, rock i klasičnih skladbi koje su obradili u vlastitom aranžmanu te brojne suradnje s inozemnim glazbenicima. Po prvi su puta članovi grupe na albumu objavili i jednu originalnu skladbu, "Orient Express." In2ition je producirao renomirani kanadski producent, Bob Ezrin.
Album je debitirao na prvoj poziciji japanske top ljestvice albuma, Oricon. U Hrvatskoj, album je također došao do prvog mjesta top ljestvice najprodavanijih albuma.

## Popis pjesama
| 1.    | »Oh Well« (ft. Elton John)                  | 2:35 |
| 2.    | »We Found Love«                             | 3:34 |
| 3.    | »Highway to Hell« (ft. Steve Vai)           | 3:31 |
| 4.    | »Every Breath You Take«                     | 3:51 |
| 5.    | »Supermassive Black Hole« (ft. Naya Rivera) | 3:26 |
| 6.    | »Technical Difficulties«                    | 2:46 |
| 7.    | »Clocks« (ft. Lang Lang)                    | 5:39 |
| 8.    | »Bang Bang« (ft. Sky Ferreira)              | 2:47 |
| 9.    | »Voodoo People«                             | 2:47 |
| 10.   | »Candle in the Wind«                        | 2:48 |
| 11.   | »Orient Express«                            | 3:10 |
| 12.   | »Il Libro Dell 'Amore« (ft. Zucchero)       | 3:27 |
| 13.   | »Benedictus«                                | 6:40 |
| 48:01 |                                             |      |

| Bonus pjesma s iTunes inačice | Bonus pjesma s iTunes inačice | Bonus pjesma s iTunes inačice | Bonus pjesma s iTunes inačice | Bonus pjesma s iTunes inačice | Bonus pjesma s iTunes inačice | Bonus pjesma s iTunes inačice | Bonus pjesma s iTunes inačice | Bonus pjesma s iTunes inačice | Bonus pjesma s iTunes inačice |
| Br.                           | Skladba                       | Trajanje                      |                               |                               |                               |                               |                               |                               |                               |
| ----------------------------- | ----------------------------- | ----------------------------- | ----------------------------- | ----------------------------- | ----------------------------- | ----------------------------- | ----------------------------- | ----------------------------- | ----------------------------- |
| 14.                           | »Californication«             | 3:48                          |                               |                               |                               |                               |                               |                               |                               |
| 51:49                         |                               |                               |                               |                               |                               |                               |                               |                               |                               |

## Nagrade
| Godina | Nagrada               | Kategorija                  | Nominirani rad | Rezultat   | Izvor |
| ------ | --------------------- | --------------------------- | -------------- | ---------- | ----- |
| 2013.  | Porin                 | Najbolji inozemni album     | In2ition       | nominacija | [ 4 ] |
| 2014.  | Japan Gold Disc Award | Instrumentalni album godine | In2ition       | dobitnici  | [ 5 ] |